# Copper (rivière)
Pour les articles homonymes, voir Copper.
La rivière Copper, ou rivière Athna, de son nom en athna, (en anglais : Copper River, Ahtna River) est une rivière d'Alaska aux États-Unis, de 480 km de long. Elle coule depuis les Montagnes Wrangell et les Montagnes Chugach jusqu'au Golfe d'Alaska. C'est le dixième cours d'eau des États-Unis pour le volume de sédiments à son embouchure. C'est aussi un lieu privilégié pour la pêche au saumon.

## Description
La rivière Copper prend sa source au Glacier Copper, qui s'étend sur le flanc nord est du Mont Wrangell dans les Montagnes Wrangell, au sein du Parc national de Wrangell-St. Elias. Elle commence à couler à l'est du Mont Sanford et ensuite se dirige vers l'ouest, formant le bord nord-ouest des Montagnes Wrangell, les séparant des Montagnes Mentasta. Elle tourne ensuite vers le sud-est, au travers d'une plaine marécageuse jusqu'à Chitina où elle est rejointe par la rivière Chitina.

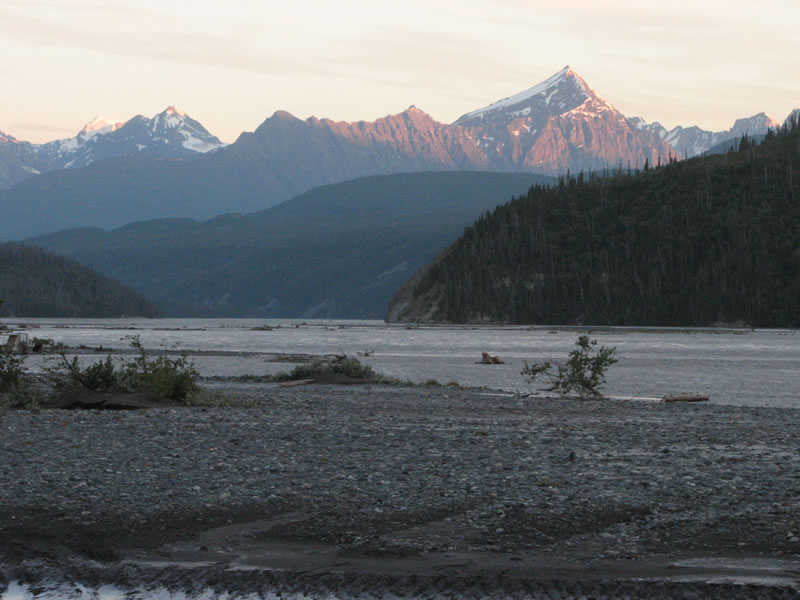
La rivière Copper près de Chitina
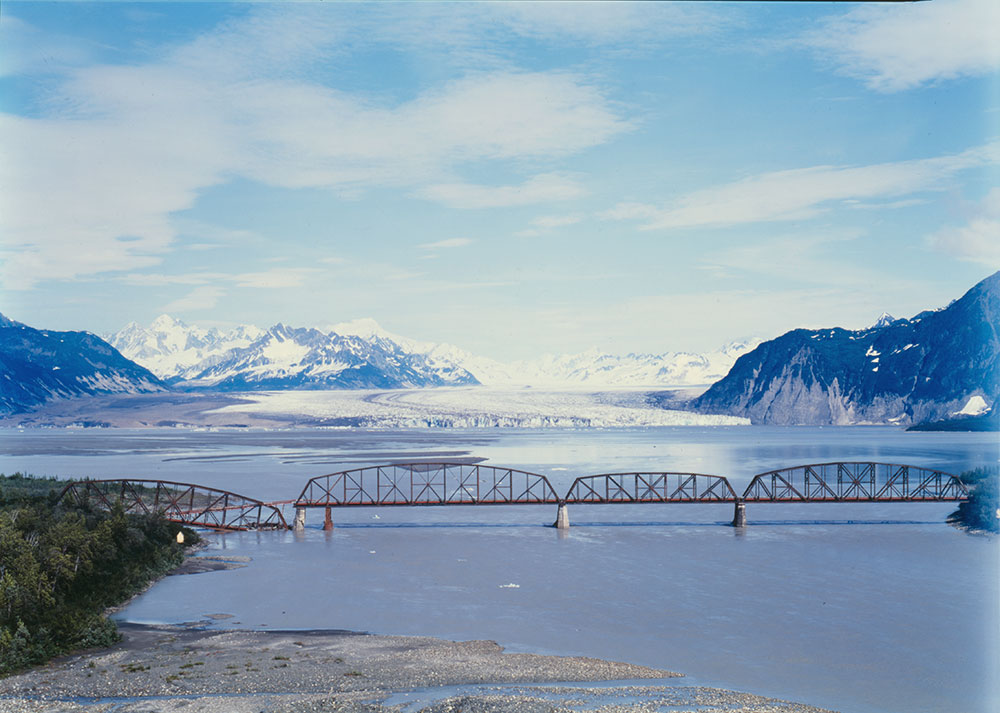
Miles Glacier Bridge
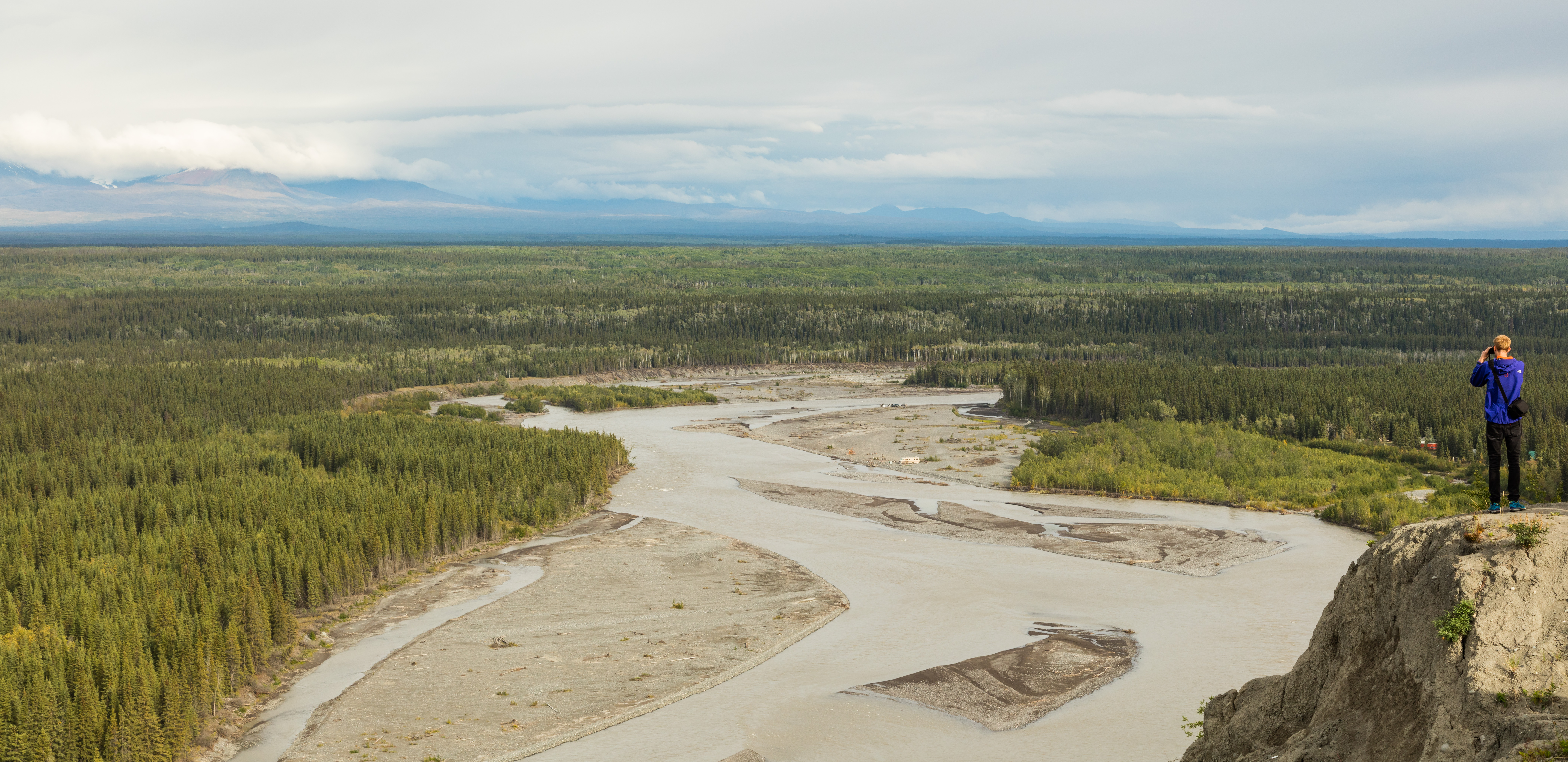
La rivière Copper à Glennallen. Août 2017.

La rivière Copper fait 480 kilomètres de long avec un dénivelé de 2,3 mètres par kilomètre, et draine un bassin d'environ 63 000 kilomètres carrés (une surface égale à celle de l'État de Virginie). La rivière a 13 affluents majeurs et son flux est de 11 kilomètres à l'heure.
Après son confluent avec la rivière Chitina, elle coule sud-ouest, dans les Montagnes Chugach, à l'est du pic Cordova. Une route traverse sa partie inférieure, qui va de Cordova à Child's Glacier, sur un pont nommé Miles Glacier Bridge.
Elle transporte de nombreux sédiments arrachés aux glaciers qu'elle traverse, apportant de larges bancs sablonneux à son embouchure. Elle se jette dans le Golfe d'Alaska à 80 kilomètres au sud-est de Cordova.

## Histoire
Son nom provient de l'abondance du Cuivre trouvé dans la partie amont du cours d'eau, lequel fut exploité par les populations indigènes d'abord, puis par les Russes, enfin par les Américains.
L'extraction du cuivre était rendue difficile par les problèmes de navigations à l'embouchure de la rivière. La construction du chemin de fer Copper River and Northwestern Railway depuis Cordova en 1908 améliora le transport du minerai, particulièrement celui des mines de Kennicott, découvert en 1898.
La Tok Cut-Off suit le cours de la rivière Copper, sur le flanc nord des Montagnes Chugach.

## Faune
On pêche de grandes quantités de saumons dans la rivière Copper, des installations pour la pêche et la conservation du poisson y sont ouvertes depuis la mi-mai jusqu'à fin septembre.
Le delta de la rivière s'étend sur 2800 kilomètres carrés, c'est une des plus vastes régions marécageuses d'Amérique du Nord. Il héberge de nombreux oiseaux aquatiques comme le Bécasseau d'Alaska, le Cygne trompette ou la Bernache du Canada.

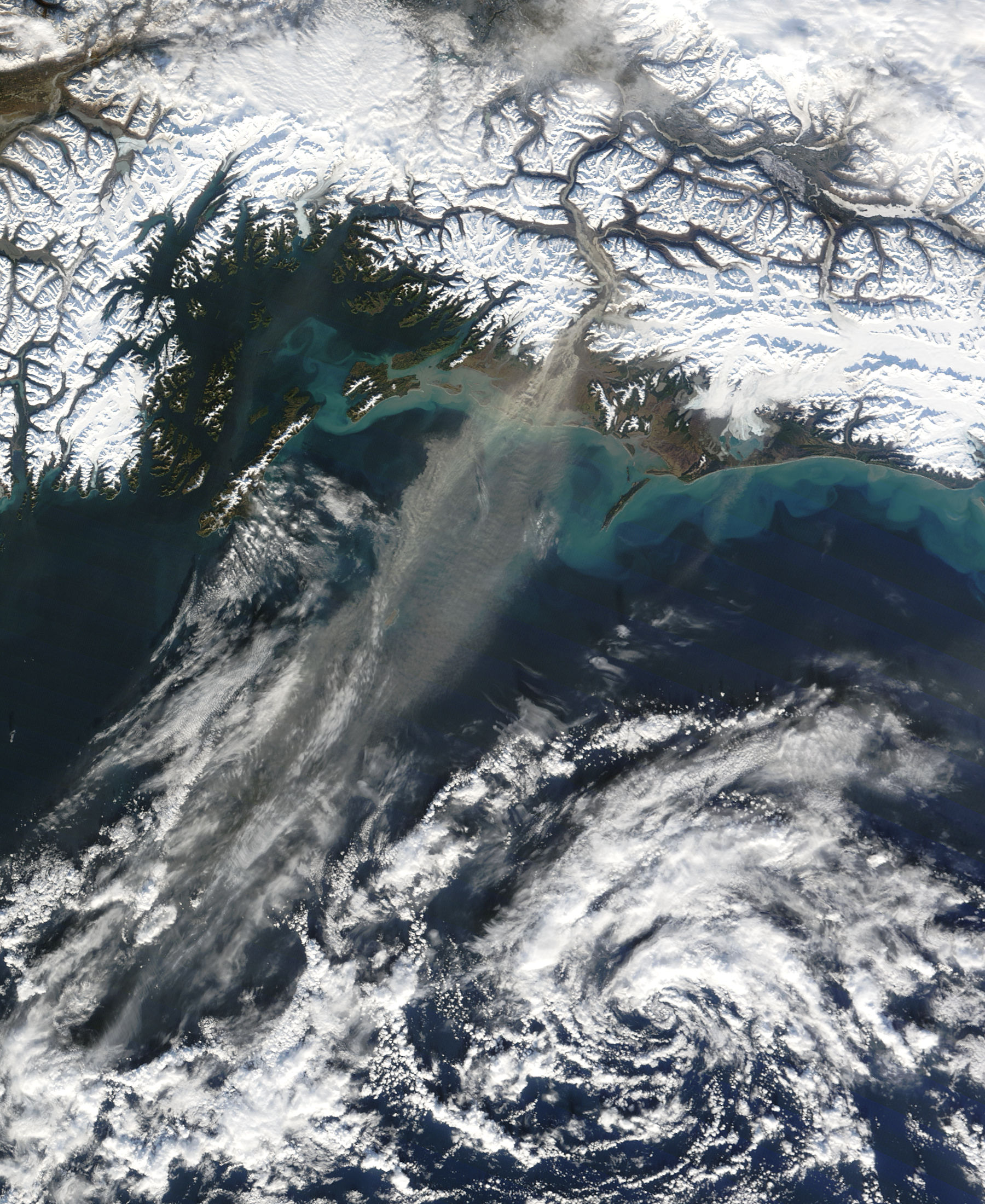
Les sédiments apportés par la rivière Copper dans l'océan Pacifique

## Principaux affluents
- Martin – 22 milles (35 km)
- Bremner – 40 milles (64 km)
- Tiekel – 34 milles (55 km)
- Chitina – 112 milles (180 km)
- Tonsina – 60 milles (97 km)
- Klutina – 63 milles (101 km)
- Tazlina – 30 milles (48 km)
- Gulkana  – 60 milles (97 km)
- Gakona  – 64 milles (103 km)
- Christochina  – 48 milles (77 km)